# Санада Масаюки
Санада Масаюки (яп. 真田昌幸; 1547 — 13 июля 1611) — японский даймё периода Сэнгоку. Глава клана Санада, вассала клана Такэда.
Вместе со своим отцом и братьями Масаюки служил клану Такэда во время его расцвета, когда клан возглавлял Такэда Сингэн.После его падения Масаюки возглавил свой клан, и, несмотря на небольшую власть, ему удалось утвердиться в качестве независимого даймё при режиме Тоётоми Хидэёси благодаря умелым политическим маневрам среди могущественных кланов Токугава, Го-Ходзё и Уэсуги.
Известен тем, что победил мощную армию Токугава в осаде замка Уэда. Масаюки теперь считается одним из величайших военных стратегов своей эпохи.

## Вассал Такэды
В 1553 году, в семь лет, он был отправлен в клан Такэда в Каи в качестве заложника. Там он становится одним из шести молодых слуг, близких к Сингэну. Он входит в число «двадцати четырёх генералов» Такэда, вместе с отцом и двумя старшими братьями.
В 1558 году он стал приемным сыном семьи Муто, ветви клана Ои, из которого произошла мать Сингэна, и принял имя Муто Кихэй (武藤喜兵衛). В 1564 году он женился на Яманотэ-доно (山手), дочери Уды Ёритады, который был местным правителем провинции Тотоми. Позже она родила ему двух сыновей Нобуюки и Нобусиге. В этот период он участвовал во многих сражениях, в том числе в четвёртой битве при Каванакадзима (1561). Кроме того, с 1572 года он присоединился к Сингэну в его кампании против кланов Ода и Токугава и принял участие в битве при Микатагахаре (1573).
В мае 1573 года Сингэн умер во время своей кампании, и Масаюки продолжил служить его наследнику Такэде Кацуёри.
В 1574 году умер его отец Юкитака. В тот момент его старший брат Санада Нобуцуна уже сменил своего отца на посту главы клана Санада. Однако, в ходе провальной битве при Нагасино (1575) против клана Ода, его старшие братья, Нобуцуна и Масатэру были убиты, поэтому он вернулся в клан Санада и стал новым главой.
В 1579, через год после смерти Уэсуги Кэнсина, был создан союз между кланами Такеда и Уэсуги. В следующем году, по приказу Такеды Кацуери, Масаюки вторгся в Кодзукэ, который в то время был доменом Ходзё, и захватил замок Нумата, поставив его под контроль клана Такеда.
В 1581 году Кацуери приказал ему контролировать строительство нового замка Синпу в Нирасаки. В том же году Нумата Кагэёси, бывший владелец замка Нумата, попытался вернуть свои владения, но Масаюки сорвал его планы.
В апреле 1582 года союзные силы Ода и Токугава начали вторжение на территорию Такэда. Масаюки посоветовал Кацуёри покинуть провинцию Каи и бежать во владения Санады в Кодзукэ. Вместо этого Кацуери решил укрыться у Оямады Нобусигэ, но был предан и в конечном итоге умер. После падения клана Такеда Масаюки уступил Нобунаге. Масаюки удалось сохранить большую часть своего владения, но пришлось отречься от Нуматы.

## Конфликт Тэнсё-Дзинго
Однако, Нобунага вскоре погиб при инциденте в Хонно-дзи 21 июня 1582 года. После смерти Нобунаги хватка клана Ода над бывшими территориями Такэда ослабла. Среди хаоса вассалы, которые были назначены Нобунагой для управления этими территориями, такие как Мори Нагаёси и Кавадзири Хидэтака, были убиты местными повстанцами. Видя это, соседние кланы Токугава, Ходзё и Уэсуги начали претендовать на власть в провинциях Синано, Козуке и Каи.
5 июля Такигава Кадзумасу проиграл вторгшейся армии Ходзё в битве при Каннагава. Масаюки сопровождал оставшиеся силы Кадзумасу через Суву, в Синано. Но видя этот шанс Масаюки послал своего дядю Ядзава Юрицуну забрать замок Нумата. Кроме того, он поставил своего старшего сына Нобуюки во главе замка Ивабицу, ещё больше укрепляя Восточный Кодзуке. 10 июля Уэсуги Кагэкацу вторгся в Северный Синано. Масаюки изначально встал на сторону Уэсуги, но через пару недель перешел на сторону Ходзё. Армии Уэсуги и Ходзё столкнулись друг с другом в Каванакадзиме 30 июля, но прямого боя удалось избежать, поскольку армия Ходзё повернула назад и двинулась на юг в сторону провинции Каи, которая, в свою очередь, была захвачена силами Токугавы. Между тем, один из главных вассалов клана Уэсуги, Сибата Кацуиэ, восстал, и силы Уэсуги также должны были вернуться из Северного Синано, чтобы справиться с этим. В какой-то момент Ходзё приблизился к контролю над большей частью провинции Синано, но затем в октябре Масаюки внезапно предал их, оказав помощь Ёде Нобусигэ, местному даймё, который сопротивлялся Ходзё под знаменем Токугавы в замке Касуга. Затем он официально перешел на сторону Токугавы. Столкнувшись с этим, Ходзё Удзинао увидел, что его позиции в конфликте ослабевают, и решил заключить мирный договор с кланом Токугава. Это событие ознаменовало конец конфликта, который длился примерно 5 месяцев после смерти Нобунаги. Масаюки был теперь вассалом Токугавы.

## Конфликт с Токугавой
В 1583 году Масаюки приступил к строительству замка Уэда и прилегающего города.
В 1584 году Токугава Иэясу возглавил свою армию в битве при Комаки и Нагакуте против Хасиба Хидэёси. Масаюки был оставлен в Северном Синано, чтобы держать клан Уэсуги под контролем и воспользовался этой возможностью, чтобы подчинить небольших, соседних даймё и укрепить свою власть в регионе. В декабре, когда Токугава заключил мир с Хидэёси и вернулся на свою территорию, он принудил Ходзё Удзинао действовать на условиях их договора.
В этом договоре, среди прочего, Токугава Иэясу согласился передать замок Нумата и прилегающие к нему земли в провинции Кодзуке клану Ходзё. В апреле 1585 года Иэясу выдвинул свою армию в провинцию Каи, чтобы оказать давление на Масаюки, чтобы тот отказался от замка Нумата. Масаюки, однако, сопротивлялся необходимости передать его, завоевав его с большим усилием несколько лет назад. В конечном счете, он решил прервать отношения с Токугава Иэясу, отправив своего второго сына Нобусигэ к Уэсуги Кагэкацу в качестве заложника. Этим шагом он фактически присоединился к стороне Хасибы Хидэёси, которая выступала против альянса Токугава-Ходзё.
Несколько месяцев спустя силы Токугавы вторглись на территорию клана Санада в Северной провинции Синано и осадили замок Уэда, который защищали лишь 1200 солдат. Однако Масаюки одержал решающую победу. Между тем, Ходзё Удзинао атаковал замок Нумата, но также был побеждён силами Санады. Это была первая победа, которая принесла Масаюки известность.

## При правлении Тоётоми
После победы над кланом Токугава, Масаюки стал вассалом Тоётоми Хидэёси. При этом он послал своего сына Нобусигэ (в то время заложника клана Уэсуги) в качестве заложника в Осаку.
В 1586 году клан Ходзё пытается снова захватить замок Нумата, но снова проигрывает. Силы Токугавы также снова нападают на замок Уэда, но Тоётоми Хидэёси вмешивается. На тот момент политическое влияние Хидэеси в Японии слишком сильно, чтобы Токугава мог ему противостоять, и при его посредничестве атака отменяется. Однако он назначает Масаюки в качестве резервной силы против более крупных сил Токугавы в регионе.
В 1587 году, Масаюки отправляется в Сунпу, чтобы встретиться с Токугавой Иэясу. Затем он отправляется в Осаку, чтобы получить аудиенцию Тоётоми Хидэёси, и таким образом формально стать его вассалом.
Ещё два года пройдут до тех пор, пока спор между кланами Санада и Ходзё с участием замка Нумата и прилегающих районов не будет урегулирован Хидэёси. В 1589 году клан Санада передал все свои владения, включая замок Нумата, клану Ходзё. В свою очередь, он предоставил им некоторую территорию в Южном Синано. Однако к концу этого года Иномата Кунинори, слуга клана Ходзё, который управлял замком Нумата напал на близлежащий замок Нагуруми, защищенный силами Санады. Атака успешна, и замок захвачен силами Ходзё, но к этому времени Тоётоми Хидэёси ввёл правило, которое запретило даймё участвовать в битве за частные споры. Этот инцидент полностью нарушил это правило, и он стал причиной осады Одавары в 1590 году и последующего падения клана Ходзё.
После смерти Хидэёси в 1598 году Масаюки присоединился к стороне Исиды Мицунари во время битвы при Сэкигахаре. Масаюки послал своего старшего сына, Нобуюки, на восточную сторону, в то время как Масаюки и его младший сын, Нобусигэ, сражались на западной стороне, что обеспечило выживание клана Санада. Укрепляя замок Уэда, Масаюки сражался против 38000 человек Токугава Хидэтада только с 2000 солдат. Масаюки смог нанести тяжелый удар по Хидэтаде и задержать его силы достаточно долго, чтобы они не смогли вовремя появиться на главном поле боя.
Однако Западная сторона, во главе с Исидой Мицунари, проиграла основное сражение, а победившая Токугава Иэясу смогла перераспределить феоды по своему желанию. Масаюки и Нобусигэ первоначально должны были быть казнены, но, учитывая участие Нобуюки в Восточной армии, вместо этого они были сосланы в Кудояму в провинции Кии. Клан Санада был унаследован Санадой Нобуюки.
Санада Масаюки умер от болезни в Кудояме в 1611 году.

## Наследие
Несмотря на то, что Масаюки никогда не мог расширить свои территории, он, тем не менее, считается талантливым даймё. Тоётоми Хидэёси говорил, что его преданность была непостоянной и ему нельзя было доверять. Тем не менее, именно его альянсы помогли клану Санада пережить натиск враждебных кланов, и, начиная с периода Эдо, он был более превознесен, чем очернён.